# Bača pri Podbrdu
Bača pri Podbrdu je vas v Baški grapi. V okolici Bače se nahajajo obširna gozdnata in pašniška področja. Je izhodišče za gorske pohodniške ture. Vas se nahaja približno 3 km severno nad naseljem Podbrdo (na sliki levo; Bača je planina na desni strani).

## Etimologija
Razlaga imena Bača pri Podbrdu temelji na različnih jezikovnih vplivih, vključno z germanskimi in slovenskimi. 
Toponim 'bač' Izvira iz starogermanskega korena "bakka", ki pomeni močvirje, močvirnat teren ali vodno pokrajino. Ta pomen se ujema z geografsko značilnostjo območja, kjer so močvirja, mokrišča ali reke. Poleg tega pa ima 'bakka' lahko tudi širši pomen, ki vključuje gorske pašnike ali prehode, kar je še en možen pomen, ki bi lahko bil prisoten v toponimu Bač, če bi bilo povezano z gorskimi prehodi ali pašniki. Ime 'Podbrdo' izvira iz slovenskih besednih korenov 'pod' (v pomenu 'spodaj') in 'brdo' ('gora', 'hrib'). Ta del imena torej označuje naselje, ki se nahaja ob vznožju hriba oziroma v njegovi bližini, kar je zelo značilno za toponime, ki označujejo kraje ob hribih ali gorah.
Skupaj ime Bača pri Podbrdu pomeni naselje ob vodnih ali močvirnatih območjih, ki se nahaja blizu vznožja hriba. To pomeni, da je geografska lega kraja povezana z vodnimi površinami (kot so močvirja ali reke) in gorskimi obronki. Ta razlaga združuje vpliv germanskih jezikov (za del "Bač") in slovanskega jezika (za del "Podbrdo").

## Zgodovina
Vas je nastala v okviru srednjeveške kolonizacije kmetov tirolske Pustriške doline. Sodila je v rihtarijo trinajstih vasi z imenom Rut (glej tudi zgodovino naselja Rut). Na celotnem območju se je tirolsko narečje ohranilo do 18. stoletja. O njem pričajo nekatera ledinska in zemljepisna imena.